# Portalet
De Portalet (voluit: Portalet d'Aneu, Frans: Col du Pourtalet) is een bergpas in de centrale Pyreneeën en een grensovergang op de Spaans-Franse grens op 1794 meter hoogte. De bergpas verbindt het Franse Laruns in de Vallée d'Ossau met het Spaanse Escarilla in de Valle de Tena. Verder naar het zuiden zijn Biescas en Sabiñánigo te bereiken. In het noorden leidt de weg naar Pau. De pas ligt exact op de staatsgrens tussen Spanje en Frankrijk en op de hoofdkam van de Pyreneeën, die hier samenvalt met de Europese waterscheiding tussen de Atlantische Oceaan (via de Gave d'Oloron) en de Middellandse Zee (via de Gállego). Vanuit de pas heeft men een goed zicht op de Pic du Midi d'Ossau.
In Frankrijk betreft de verbinding de vroegere route nationale 134bis, later gedeklasseerd tot de route départementale D 934. In Spanje gaat het om de A-136, onderdeel van het secundaire wegennet in Aragón.

## Toponymie
De Spaanse naam verwijst naar de Aneu, een aangrenzende berg van 2.364 m. De Franse naam is eigenlijk een pleonasme. In het Occitaans betekent pòrt - waarvan portalet en pourtalet een verkleinwoord is - col, bergpas of passage.

## Geschiedenis
Doorheen de geschiedenis is het een al zeer lang gebruikte doorgang voor personen, dieren en goederen. De weg ligt op de meest directe verbinding tussen het Spaanse Huesca en het Franse Pau en de Portalet vormde de enige geasfalteerde Pyreneeënovergang tussen de Col du Somport en de Port de la Bonaigua. Deze laatste ligt meer dan 100 kilometer oostelijker. Het verkeer op de langere afstand verkoos vaak de lagere Somport (1636 m) via Jaca. Door de aanleg van tunnels onder de hoofdkam van de Pyreneeën bij Bielsa en later (2003) ook onder de Somport is het belang van de Portalet verder afgenomen voor het internationale verkeer.
De verschillen in belastingsvoet en accijnzen tussen Frankrijk en Spanje hebben er toe geleid dat aan Spaanse zijde meerdere winkels onder meer alcohol verkochten.

## Wielrennen
De pas was onderdeel van het parcours van de Ronde van Frankrijk 1991 waar in de dertiende etappe op 19 juli tussen het Spaanse Jaca en het Franse skistation Val-Louron (in Génos) Peter De Clercq als eerste de pas overreed. De etappe werd gewonnen door Claudio Chiappucci, na deze rit nam ook Miguel Indurain de gele trui over om die tot in Parijs niet meer prijs te geven.